# Джон Мерсер Брук

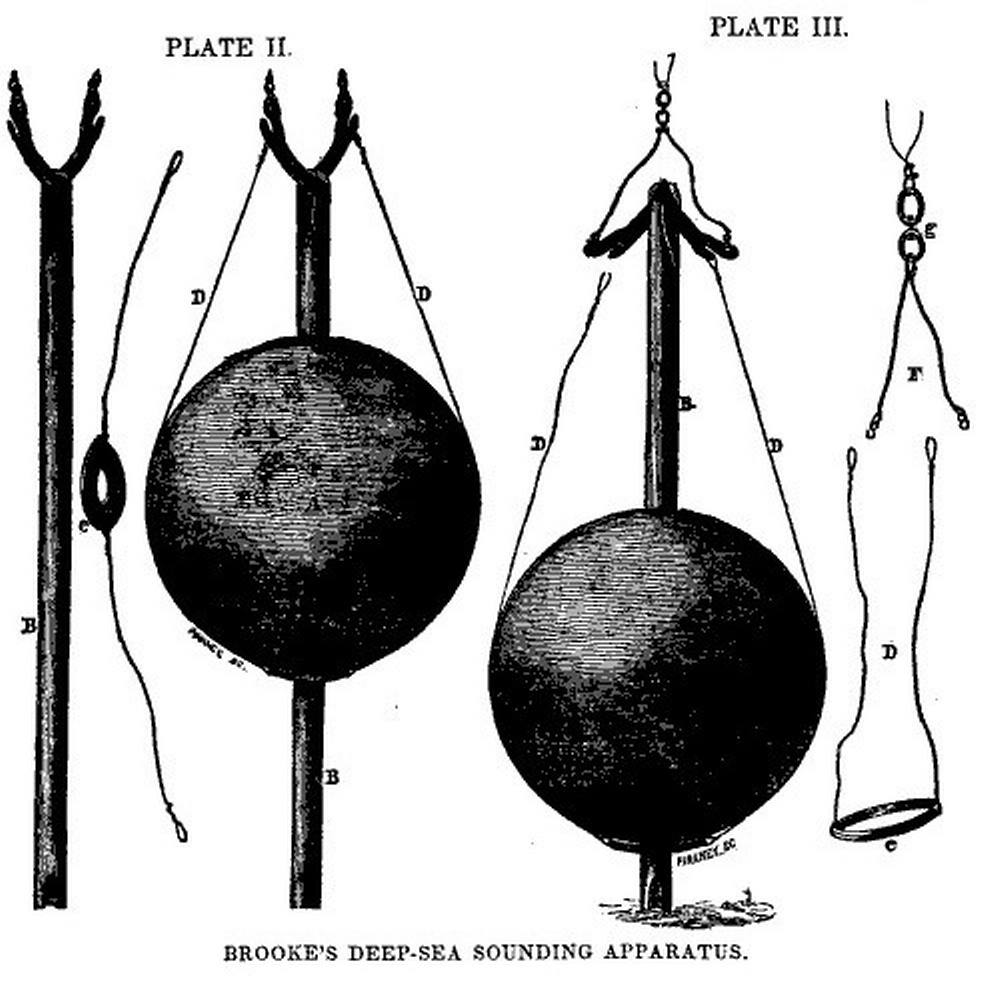
Глибинний апарат (донний зонд) Брука

Джон Мерсер Брук (англ. John Mercer Brooke; 18 грудня 1826, Форт-Брук, тепер — Тампа, Флорида — 14 грудня 1906, Лексінгтон, Вірджинія) — американський військово-морський інженер, вчений і педагог. Відомим став як видатний військово-морський новатор свого часу і як один з творців Трансатлантичного телеграфного кабелю.

## Біографічні дані
Народився в сім'ї офіцера. Закінчив військово-морську академію, опинившись в числі її перших випусків. У 1855 році отримав звання лейтенанта військово-морського флоту США і протягом багатьох років працював в  американській військово-морській обсерваторії під керівництвом океанографа і астронома Метью Фонтейна Морі, займаючись у першу чергу питаннями зондування океанського дна з метою вивчення форми його рельєфу.
Одним з його перших винаходів, що став відомим, був представлений в листопаді 1853 у військової академії США «глибоководний дослідницький апарат». У 1850-тих роках брав активну участь в розробці проекту трансатлантичного телеграфного кабелю, прокладеного в результаті між США і Великою Британією у 1858-му.
В кінці 1850-х років брав участь у цілій низці морських дослідницьких місій на Тихому океані як технічний експерт, а також відіграв важливу роль у навчанні і консультуванні перших фахівців, що був тоді ще у зародку (ще до революції Мейдзі), японського флоту.
Після початку у 1861 році Громадянської війни Брук став на бік Конфедерації і покинув ВМС США.
Під час служби у військах Конфедерації під керівництвом Брука була проведена модернізація фрегата «USS Merrimack» у броненосець «CSS Virginia»; він також розробив проект нарізної берегової гармати, що отримала на його честь назву «гвинтівка Брука» (англ. Brooke rifle), яка розглядалась як альтернатива до гармати Паррота. За період Громадянської війни було виготовлено понад сотню таких гармат калібром 6, 7, 8, 10 і 11 дюймів на металургійному заводі у Річмонді та у морському арсеналі Селма.
У 1862 році Джону Бруку було присвоєно звання командера, а у 1863 році Брук став начальником бюро військово-морського флоту Конфедерації з боєприпасів і гідрографії, обіймаючи цю посаду до кінця війни. Його зусиллями була також заснована Військово-морська академія КША.

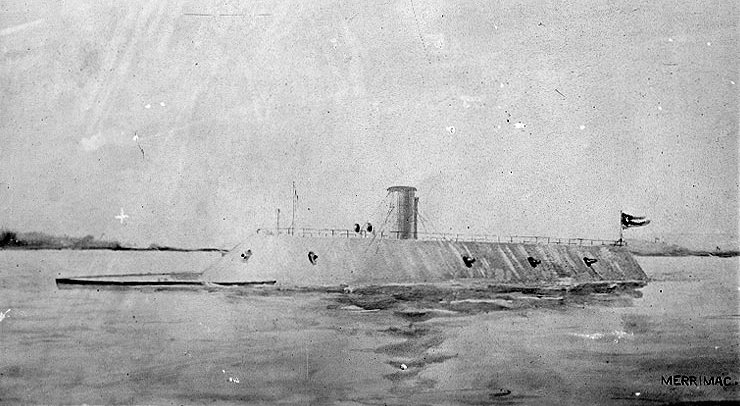
Панцирник «CSS Virginia» конструкції Брука

Після поразки Конфедерації Брук став викладачем у Військовому інституті Вірджинії в Лексінгтоні (штат Вірджинія), в якому працював до 1899 року, після чого вийшов у відставку й прожив у цьому місті до кінця життя.
Був похований на Лексінгтонському меморіальному кладовищі.

## Вшанування пам'яті
На вшанування пам'яті про Джона Брука, його іменем було названо ескортний міноносець ВМС США "USS Brooke» (FFG-1), що перебував у строю в період 1962—1988.